# Coro Edelweiss CAI di Torino
Il Coro Edelweiss del C.A.I. di Torino è un coro maschile "a cappella" di genere tradizionale. Il repertorio è quello dei canti di montagna e popolari dal 1800 ai giorni nostri.

## Storia
Il Coro Edelweiss del CAI di Torino nasce nel 1950 da un gruppo di giovani ed entusiasti amanti del canto di montagna. Col passare degli anni è diventato una realtà consolidata nel panorama corale italiano fino ad essere scelto nel 2006 come coro ufficiale nella cerimonia di apertura delle Olimpiadi invernali di Torino.
Conta oggi 35 elementi, tutti rigorosamente dilettanti. Nella sua lunga storia, ha visto passare oltre 180 coristi, 5 diversi maestri, ha eseguito centinaia di concerti in Italia e all'estero e inciso numerosi dischi e CD.
L'obbiettivo del Coro Edelweiss è portare il proprio contributo alla salvaguardia e alla conservazione del formidabile patrimonio artistico e culturale del canto di montagna. Il repertorio del Coro, che spazia su tutta l'ampia produzione dei canti tradizionali alpini, è di circa 150 brani, di cui una trentina con armonizzazioni proprie. Allo scopo di salvaguardare la tradizione corale e popolare il coro è diventato anche una ONLUS con l'intento di sottolineare il significato culturale e sociale della propria attività.
A dicembre 2010 è uscito, per celebrare i 60 anni del coro, un nuovo libro con un CD di 15 canti del Coro Edelweiss del CAI Torino. Il sessantennale del coro è stata una ghiotta occasione per riscoprire l'immenso patrimonio di cultura e di musica racchiuso nei canti popolari di montagna. Nell'occasione, il Coro Edelweiss ha deciso di fornire a tutti gli appassionati una prima selezione di 24 brani, tutti con armonizzazioni originali Edelweiss, con spartito completo delle quattro voci maschili; i canti sono accompagnati da una breve ambientazione storica, da una ricca bibliografia e dove opportuno da una traduzione in lingua italiana. Il breve saggio del maestro Francesco Bianchi sulle caratteristiche tecniche dello "stile delle armonizzazioni Edelweiss" introduce al tema che ha visto i contributi al Coro di maestri armonizzatori quali Tullio Cavallero, Piercarlo Cerutti, Lino Fornelli, Sergio Travers, e buon ultimo Francesco Bianchi. Il volume contiene nella prima parte una serie di citazioni, che cercano di spiegare a tutti "il senso del nostro cantare", che affonda le sue radici nell'amore per la musica e per la montagna, ma anche nelle vibrazioni che l'autentico canto popolare sa proporre a distanza anche di decenni o di secoli. Una storia sintetica del Coro Edelweiss accompagnata da alcune significative fotografie completano il volume, un omaggio agli armonizzatori, agli autori e ai cori che, come nel caso della SAT, hanno segnato la via. Nel 2011 il coro è citato nel libro "La Montagna in Musica" del maestro Andrea Gherzi tra i vari esempi di canto corale di montagna e partecipa anche al CD contenuto nell'opera con un'incisione del canto "Signore delle cime".

## L'attività concertistica
Il repertorio dei concerti del coro Edelweiss, tendenzialmente, è nel segno della tradizione: canti di montagna dell'intero arco alpino si alternano a canti popolari piemontesi e ai classici brani degli alpini.
Gli uni e gli altri sono proposti nelle rielaborazioni, ricostruzioni ed armonizzazioni delle
grandi firme di questo genere musicale- Pedrotti, Usuelli, Pigarelli, Malatesta, Benedetti Michelangeli, De Marzi, Maiero…- come pure in quelle espressamente realizzate per il Coro Edelweiss dai vari armonizzatori che hanno collaborato attivamente con l'attività corale, non ultimi alcuni coristi del passato e, da ultimo, il maestro attuale Francesco Bianchi.
Nell'anno del cinquantenario, il maestro Azio Corghi ha espressamente dedicato al coro Edelweiss una composizione moderna di cinque brani intitolata “Alpincord”, con rielaborazione di brani dialettali del poeta Nino Costa. Il maestro Raf Cristiano ha composto una ninna nanna “Fa la nana” su testi del corista Nicola Ambrosacchio; il maestro Luciano Di Giandomenico ha donato al Coro il celebre Va' pensiero di Giuseppe Verdi, armonizzato per voci maschili.
Sempre al maestro Luciano Di Giandomenico e a Vittorio Antonellini si deve La montagna incantata, cantata per soprano, voce recitante, coro e orchestra, spettacolo di 70', che il Coro Edelweiss, con l'Orchestra Sinfonica Abruzzese, ha portato in scena a L'Aquila e a Torino all'Auditorium della RAI. Ideatore della cantata è il maestro Vittorio Antonellini, Direttore Artistico dell'Istituzione Sinfonica Abruzzese e già presidente delle Orchestre sinfoniche italiane. Il filo conduttore dello spettacolo, che si articola in quattro quadri (Scenari – Alpini in trincea – Mutamenti atmosferici – Festa al villaggio) sono le musiche originali composte dal maestro Luciano Di Giandomenico, giovane e talentuoso compositore abruzzese. Come abruzzese è Francesco Zimei, che ha curato la selezione dei testi, con brani scelti tratti da opere significative di Massimo Mila, Mario Rigoni Stern, Primo Levi, Salvator Gotta, Piero Jahier, Mario Luzi, Cesare Pavese, Dino Buzzati e dello Zimei stesso. La voce recitante di Susanna Costaglione accompagna questo viaggio attraverso la letteratura alpina italiana del novecento.
Da alcuni anni il coro Edelweiss, in collaborazione con la Biblioteca nazionale del Club Alpino Italiano e con il Museo nazionale della montagna, ha ideato e portato in scena una serie di récital col logo “Leggere le montagne” per attore recitante, coro, pianoforte, arpa, proiezione di immagini, dedicati ad autori significativi (Buzzati, Mila, Rigoni Stern, Samivel) o a temi di carattere alpino. «Anche in Italia molti cori si sono Ispirati a quell'illustre modello, fra cui il coro Edelweiss, nato sessant'anni fa a Torino proprio in seguito all'entusiasmo suscitato da un concerto dei "Satini". A questo complesso della prima sezione italiana del CAI formuliamo l'augurio che possa continuare a proporre il patrimonio musicale popolare (e colto: svariati compositori gli hanno dedicato brani), mantenendo un alto livello pur rinnovandosi».(Andrea Gherzi)
Nel maggio 2011, nell'auditorium Giorgio La Pira del Sermig (Servizio missionario giovani) di Torino, è stata presentata, in prima e seconda nazionale, la cantata "Gli Italiani delle montagne" (Alpini, alpinisti e montanari per l'Unità d'Italia).
Promossa dal CAI Torino e dal coro Edelweiss del CAI Torino, la cantata è stata ideata dal maestro Vittorio Antonellini e dal compositore Luciano Di Giandomenico, con testi di Roberto Biondi e con la consulenza artistica ed organizzativa di Gianluigi Montresor.
Si tratta di una composizione sinfonica originale di 70', nella quale vanno ad incastonarsi 10 brani corali, 2 brani solistici, numerose letture di testi espressamente ideati per la cantata.
La cantata si articola in diversi momenti: un prologo ed un epilogo (Manet Immota) racchiudono 5 aree tematico-temporali, come in un'ideale giornata che ripercorre alcuni snodi significativi del rapporto tra la gente di montagna e la storia d'Italia degli ultimi 150 anni: l'alba (dal Risorgimento alla prima guerra mondiale), il mezzogiorno (dalla prima alla seconda guerra mondiale), il tramonto (La seconda guerra mondiale fino all'armistizio), la notte (dal 1943 alla nascita della Repubblica), l'alba di un nuovo giorno (il dopoguerra).
In ciascuno di questi momenti storici, la gente di montagna – che indifferentemente chiameremo via via alpini o alpinisti o montanari – ha fornito un contributo determinante alla creazione e alla crescita dell'Unità d'Italia: personaggi storici di rilievo e gente comune, cittadini appassionati e montanari solidi come la roccia, hanno onorato la bandiera italiana, con la vita di tutti i giorni e con gli eroismi dei giorni più bui.
A loro è dedicata questa cantata, e a tutti gli italiani che ancor oggi credono che l'unità nazionale non sia un retaggio retorico del passato, ma una fonte perenne di impegno civile e di partecipazione democratica alla crescita morale ed economica dell'Italia, e di cui CAI ed ANA sono espressione concreta ed operativa non solo nel passato ma ancora ai giorni nostri.
Non a caso il prologo e l'epilogo, che racchiudono la cantata, vanno sotto il nome di Manet Immota Immota manet, brano originale del maestro Di Giandomenico, che prende spunto dal motto della città dell'Aquila, ferita dal terremoto del 2009, e che impavida resiste nonostante tutto, monito ed esempio per tutti gli italiani, per non cedere allo sconforto e, forte della solidarietà nazionale che mai è venuta meno, si propone come la metafora di un futuro migliore per tutta l'Italia.
Nel 2013 si occupa dell'organizzazione musicale dell'evento "CAI 150" per festeggiare i 150 anni del Club Alpino Italiano con il coordinamento di un concerto di tutti i cori CAI partecipanti nel weekend del 26-27 ottobre ed un concerto a chiusura dei festeggiamenti insieme con il coro CAI UGET di Torino

## Direzione
- Giuseppe Davico (1950-1955)
- Franco Ramella (1955-1991)
- Willem Tousijn (1991-2001)
- Egidio Forti (2001-2010)
- Francesco Bianchi (2010-2015)
- Marcella Tessarin (dal 2015)

## Discografia
- 1969 - Coro Edelweiss 1º
- 1973 - Canti di montagna
- 1997 - Album Blu
- 2000 - Coro Edelweiss 50 anni 1950-2000 (Doppio CD)
- 2008 - Album Rosso
- 2010 - Coro Edelweiss 60 anni (CD + Libro)
- 2011 - Gli Italiani delle Montagne (Alpini, alpinisti e montanari per l'Unità d'Italia)
- 2015 - Edelweiss 65